# 현피
현피는 ‘현실 PvP(Player versus Player)’의 줄임말로서, 온라인상에서 일어난 다툼이나 분쟁이 비화되어, 분쟁의 당사자들이 오프라인에서 직접 만나 물리적 충돌을 벌이는 일(폭력행사)을 가리키는 인터넷 용어다. 여기서 PvP는 온라인 게임에서 상대방 유저를 상대로 싸우는 것을 말한다.

## 대표 사건
대부분은 단순한 위협이거나 어느 한쪽이 참가하지 않음으로써 실제로 폭력이 일어나지 않지만, 간혹 디시인사이드 등 익명 커뮤니티 사이트와 일부 온라인 게임을 중심으로 실제 현피사건들이 발생하여 문제시되고 있다. 중국에서는 2012년 1월 SNS 상의 말다툼이 난투극으로 이어진 사건이 있었고, 러시아에서는 2007년 게임동호회원들이 게임 캐릭터를 죽였다는 이유로 한 명을 집단 구타해 숨지게 한 일이 있다. 대한민국에서는 카카오톡 대화방의 말다툼이 현실의 살인으로 이어진 ‘창천동 바람산 공원 살인 사건’이 대표적이다.
연예계에서는 김현정을 두고 김창렬과 임창정이 현피를 뜬 사건이 있었다.

## 같이 보기
- 대한민국의 인터넷 신조어 목록